# Amphisbaena varia
Espèce
Amphisbaena varia est une espèce d'amphisbènes de la famille des Amphisbaenidae.

## Répartition
Cette espèce se rencontre :
- au Panamá ;
- en Colombie ;
- en Équateur ;
- au Venezuela ;
- au Brésil dans les États du Pará et du Goiás.

## Publication originale
- Laurenti, 1768 : Specimen medicum, exhibens synopsin reptilium emendatam cum experimentis circa venena et antidota reptilium austriacorum Vienna Joan Thomae p. 1-217 (texte intégral).